# Oslodådet 2022
Oslodådet ägde rum den 25 juni 2022 då två personer dödades och 21 personer skadades vid en masskjutning i Oslo i Norge. Polisen behandlar händelsen som en "islamistisk terrorhandling" som riktade sig mot Oslos prideparad, som anordnades av den lokala organisationen för sexuell och könsrelaterad mångfald. Polisen grep Zaniar Matapour, en norsk medborgare som växte upp i Norge med iranskfödda föräldrar. Polisen bekräftade senare att de hade känt till den misstänkte sedan 2015 och sade att han hade radikaliserats till islamisk extremism. De sade också att han hade en "historia av våld och hot" samt psykiska problem. Han har åtalats för mord, mordförsök och terrorism.

## Skjutning
Skottlossningen ägde rum på platser i anslutning till Oslo Pride. Den första skjutningen ägde rum på London Pub, en populär gaybar och nattklubb. En journalist från det norska public service-bolaget NRK som var närvarande uppgav att han såg en man komma med en väska, ta upp ett vapen och så småningom började skjuta. Journalisten trodde först att det var en luftpistol, tills att glas krossades på baren. Enligt ett vittne ropade gärningsmannen "Allahu Akbar" när han började skjuta.
Gärningsmannen flyttade sedan till ytterligare två närliggande platser, bland annat baren Per på hjørnet och en takeaway-restaurang. Polisen tillkallades klockan 01:15 lokal tid och anlände några minuter senare. Den misstänkte mannen greps fem minuter efter attackerna. 80-100 personer gömde sig i pubens källare under attacken, sårade personer låg både inne och utanför baren och polisen beskrev scenen som "kaotisk".

## Offer
Två personer dödades och ytterligare 21 skadades, varav tio var kritiskt skadade medan de övriga elva var lindrigt skadade. De avlidna offren var 60-åriga Kaare Hesvik, en homosexuell man som firade pride, och 54-årige Jon Isachsen, båda bosatta i Bærum.
Enligt Eskil Pedersen befann sig många av dem som var närvarande på London Pub, inklusive han själv, också på Utøya under skottlossningen av den inhemska terroristen Anders Behring Breivik.

## Utredning
Vid en presskonferens den 25 juni sade polisen att de tror att motivet till attacken kan vara hat mot hbtq-personer och vara avsedd att rikta sig mot Oslo Pride. Norge har sett ihållande attacker mot hbtq-miljön och Pride-evenemanget från extremister på sociala medier.
Matapours advokat John Christian Elden sade att de har avbrutit förhören eftersom Matapour är rädd för att polisen manipulerar det. Advokaten sade till Aftenposten att Matapour är rädd för att polisen ska byta ut de inspelade banden och kräver att allt ska skrivas ner. Elden bekräftade att Matapour kommer att förhöras på söndagsmorgonen, även om det senare bekräftades att han vägrar att dyka upp till förhör och lägger till ytterligare ett krav - att hans förhör ska offentliggöras i sin helhet.

## Misstänkt
Den misstänkte, som identifierats som den 42-årige norsk-iranske Zaniar Matapour, har anklagats för mord, mordförsök och terroristbrott.
Enligt det offentliga radio- och tv-bolaget NRK har Matapour varit i kontakt med Arfan Bhatti, en islamistisk extremist med flera våldsdomar. Den 14 juni lade Bhatti, som tidigare också har representerats av Elden, ut en brinnande regnbågsflagga med en bildtext där han uppmanade till mord på hbtq+-personer på Facebook. Bhatti är en ledande person i Profetens Ummah, som har rekryterat personer till Islamiska staten. Verdens Gang rapporterade att Matapour hade stoppats av polisen i april då han befann sig i samma bil som Bhatti. Polisen bekräftade senare att de hade känt till den misstänkte sedan 2015 och trodde att han hade radikaliserats till islamisk extremism.
Matapour hade en omfattande kriminell bakgrund från drog- och misshandelsbrott, men hade endast fått "mindre fällande domar" före attacken, enligt en norsk åklagare. Hans mor sade att han tidigare hade diagnostiserats med paranoid schizofreni.

## Efterspel
Prideparaden och relaterade evenemang som skulle hållas i Oslo ställdes in efter skjutningen. Den nationella polischefen Benedicte Bjoernland sade i ett uttalande att alla Pride-evenemang i Norge borde skjutas upp, eftersom hbtq-miljön betraktas som "fienden" av islamistiska extremister. Polisen rådde också människor att fira Pride i mindre grupper. Trots varningar deltog flera tusen människor ändå i en provisorisk parad, med beväpnad polis i spetsen, och lade ner regnbågsflaggor samt blommor på London Pub.
Universitetssjukhuset i Oslo rapporterade att det gått i röd beredskap efter attacken. Tio personer fick vård för allvarliga skador.
Rikspolischefen Marie Benedicte Bjørnland meddelade att poliserna i Norge tillfälligt beväpnades i hela landet. Dessutom gick Norge in på den högsta terrorlarmsnivån, även om den norska polisens säkerhetstjänst inte hade "några indikationer" på att ytterligare attacker var troliga. 